# Мојанци (Арачиново)
Мојанци (мкд. Мојанци) су насеље у Северној Македонији, у северном делу државе. Мојанци припадају општини Арачиново.

## Географија
Мојанци су смештени у северном делу Северне Македоније. Од најближег већег града, Скопља, насеље је удаљено 18 km североисточно.
Насеље Мојанци је у северном историјске области Скопско поље, која се поклапа са пространом Скопском котлином. Насеље је смештено на југоисточним падинама Скопске Црне Горе, док се ка југу пружа поље. Надморска висина насеља је приближно 600 метара.
Месна клима је континентална.

## Становништво
Мојанци су према последњем попису из 2021. године имали 2.912 становника.
| Национални састав према попису из 2021.‍ | Национални састав према попису из 2021.‍ | Национални састав према попису из 2021.‍ | Национални састав према попису из 2021.‍ | Национални састав према попису из 2021.‍ |
| --------------------------------------- | --------------------------------------- | --------------------------------------- | --------------------------------------- | --------------------------------------- |
|                                         |                                         |                                         |                                         |                                         |
| Албанци                                 | Албанци                                 |                                         | 2.865                                   | 98,4%                                   |
| непописани                              | непописани                              |                                         | 45                                      | 1,5%                                    |

Већинска вероисповест је ислам.